# Seriola peruana
Seriola peruana es una especie de peces de la familia Carangidae en el orden de los Perciformes.

## Morfología
Los machos pueden llegar alcanzar los 57 cm de longitud total.

## Distribución geográfica
Se encuentra desde México hasta Chile, incluyendo las Islas Galápagos.